# كيسي فينيغان
كيسي فينيغان (بالإنجليزية: Casey Finnegan)‏ هو مدير فني أمريكي، ولد في 28 مارس 1890 في نيو ريتشموند في الولايات المتحدة، وتوفي في 28 ديسمبر 1958 في غرافتون في الولايات المتحدة.